# أحمد علي خان (سياسي)
أحمد علي خان (بالإنجليزية: Ahmed Ali Khan) هو شخصية أعمال وسياسي هندي، ولد في 4 مايو 1977 في كرنول في الهند. حزبياً، نشط في المؤتمر الوطني الهندي. وقد انتخب Member of the Andhra Pradesh Legislative Assembly ‏.